# Fernandezia lanceolata
Fernandezia lanceolata là một loài thực vật có hoa trong họ Lan. Loài này được (L.O.Williams) Garay & Dunst. mô tả khoa học đầu tiên năm 1972.